# De Wijk
De Wijk è una località e un'ex-municipalità dei Paesi Bassi situata nella provincia di Drenthe. Soppressa il 1º gennaio 1998, il suo territorio, insieme a quello della ex-municipalità di Ruinerwold di parte del territorio di Ruinen e Zuidwolde è andato a formare la nuova municipalità di De Wolden.